# Chelsea (Dakota del Sud)
Chelsea è una città della contea di Faulk, Dakota del Sud, Stati Uniti. La popolazione era di 27 abitanti al censimento del 2010.
La città prende il nome da Chelsea, Londra, forse attraverso Chelsea, Massachusetts.

## Geografia fisica
Secondo lo United States Census Bureau, ha un'area totale di 0,32 mi² (0,83 km²).

## Società

### Evoluzione demografica
Secondo il censimento del 2010, la popolazione era di 27 abitanti.

### Etnie e minoranze straniere
Secondo il censimento del 2010, la composizione etnica della città era formata dal 100,0% di bianchi, lo 0,0% di afroamericani, lo 0,0% di nativi americani, lo 0,0% di asiatici, lo 0,0% di oceanici, lo 0,0% di altre razze, e lo 0,0% di due o più etnie. Ispanici o latinos di qualunque razza erano lo 0,0% della popolazione.